# Paweł Paczkowski
Paweł Paczkowski (Świecie, 14 de junio de 1993) es un jugador de balonmano polaco que juega de lateral derecho en el Toyota Auto Body Brave Kings. Es internacional con la selección de balonmano de Polonia, con la que debutó en 2012.
Su primer campeonato con la selección fue el Campeonato Mundial de Balonmano Masculino de 2017.

## Palmarés

### Wisla Plock
- Liga polaca de balonmano (1): 2011

### Kielce
- Liga polaca de balonmano (3): 2016, 2017, 2023
- Liga de Campeones de la EHF (1): 2016
- Copa de Polonia de balonmano (2): 2016, 2017

### Motor Zaporiyia
- Liga de Ucrania de balonmano (2): 2018, 2019

### Veszprém
- Liga SEHA (1): 2020

### Meshkov Brest
- Liga de Bielorrusia de balonmano (2): 2021, 2022
- Copa de Bielorrusia de balonmano (1): 2021

## Clubes
- Orlen Wisła Płock (2010-2014)
- Vive Targi Kielce (2014-2024)
- Dunkerque HB (2014-2015) (cedido)
- Motor Zaporiyia (2017-2019) (cedido)[3]
- MKB Veszprém (2019-2020) (cedido)
- Meshkov Brest (2020-2022) (cedido)
- Toyota Auto Body Brave Kings (2024- )